# Vegard Breen
Vegard Breen (* 8. Februar 1990) ist ein ehemaliger norwegischer Straßenradrennfahrer.

## Karriere
Vegard Breen gewann 2008 in der Juniorenklasse eine Etappe beim Grenland Grand Prix und wurde Zweiter der Gesamtwertung bei der Trofeo Karlsberg. Außerdem wurde er norwegischer Meister im Einzelzeitfahren und bei der Europameisterschaft in Stresa gewann er die Silbermedaille im Zeitfahren hinter Michał Kwiatkowski. Ab der Saison 2010 fuhr Breen für das norwegische Continental Team Joker Bianchi. 2012 gewann er sein erstes Rennen bei der La Côte Picarde. 2013 gelangen ihm neben den Siegen ein dritter Platz bei der Tour du Loir-et-Cher, Platz 7 beim Circuit des Ardennes und Platz 8 bei der Tour de Bretagne Cycliste. 2014 nahm er an der Vuelta a España teil und belegte den 129. Platz. 2015 stürzte er beim E3 Harelbeke schwer und zog sich eine Verletzung am Ellenbogen zu und konnte er keine nennenswerte Ergebnisse erzielen. 2016 nahm er an der Tour de France teil und beendete diese auf dem 167. Platz. Nach Ende der Saison 2017 beendete Breen seine Profikarriere und plante bei einer Firma für Finanzbuchhaltung zu arbeiten.

## Erfolge
2008
- Norwegischer Meister – Einzelzeitfahren (Junioren)

2012
- La Côte Picarde

2013
- Mannschaftszeitfahren Circuit des Ardennes
- Gesamtwertung und Punktewertung Ronde de l’Oise